# Contea di Maury
La contea di Maury in inglese Maury County è una contea dello Stato del Tennessee, negli Stati Uniti. La popolazione al censimento del 2000 era di 69 498 abitanti. Il capoluogo di contea è Columbia.